# 後期ジュラ紀
| 累代        | 代     | 紀       | 世           | 期                     | 基底年代 Mya |
| ----------- | ------ | -------- | ------------ | ---------------------- | ------------ |
| 顕生代      | 新生代 | 新生代   | 新生代       |                        | 66           |
| 顕生代      | 中生代 | 白亜紀   | 後期白亜紀   | マーストリヒチアン     | 72.1         |
| 顕生代      | 中生代 | 白亜紀   | 後期白亜紀   | カンパニアン           | 83.6         |
| 顕生代      | 中生代 | 白亜紀   | 後期白亜紀   | サントニアン           | 86.3         |
| 顕生代      | 中生代 | 白亜紀   | 後期白亜紀   | コニアシアン           | 89.8         |
| 顕生代      | 中生代 | 白亜紀   | 後期白亜紀   | チューロニアン         | 93.9         |
| 顕生代      | 中生代 | 白亜紀   | 後期白亜紀   | セノマニアン           | 100.5        |
| 顕生代      | 中生代 | 白亜紀   | 前期白亜紀   | アルビアン             | 113          |
| 顕生代      | 中生代 | 白亜紀   | 前期白亜紀   | アプチアン             | 125          |
| 顕生代      | 中生代 | 白亜紀   | 前期白亜紀   | バレミアン             | 129.4        |
| 顕生代      | 中生代 | 白亜紀   | 前期白亜紀   | オーテリビアン         | 132.9        |
| 顕生代      | 中生代 | 白亜紀   | 前期白亜紀   | バランギニアン         | 139.8        |
| 顕生代      | 中生代 | 白亜紀   | 前期白亜紀   | ベリアシアン           | 145          |
| 顕生代      | 中生代 | ジュラ紀 | 後期ジュラ紀 | チトニアン             | 152.1        |
| 顕生代      | 中生代 | ジュラ紀 | 後期ジュラ紀 | キンメリッジアン       | 157.3        |
| 顕生代      | 中生代 | ジュラ紀 | 後期ジュラ紀 | オックスフォーディアン | 163.5        |
| 顕生代      | 中生代 | ジュラ紀 | 中期ジュラ紀 | カロビアン             | 166.1        |
| 顕生代      | 中生代 | ジュラ紀 | 中期ジュラ紀 | バトニアン             | 168.3        |
| 顕生代      | 中生代 | ジュラ紀 | 中期ジュラ紀 | バッジョシアン         | 170.3        |
| 顕生代      | 中生代 | ジュラ紀 | 中期ジュラ紀 | アーレニアン           | 174.1        |
| 顕生代      | 中生代 | ジュラ紀 | 前期ジュラ紀 | トアルシアン           | 182.7        |
| 顕生代      | 中生代 | ジュラ紀 | 前期ジュラ紀 | プリンスバッキアン     | 190.8        |
| 顕生代      | 中生代 | ジュラ紀 | 前期ジュラ紀 | シネムーリアン         | 199.3        |
| 顕生代      | 中生代 | ジュラ紀 | 前期ジュラ紀 | ヘッタンギアン         | 201.3        |
| 顕生代      | 中生代 | 三畳紀   | 後期三畳紀   | レーティアン           | 208.5        |
| 顕生代      | 中生代 | 三畳紀   | 後期三畳紀   | ノーリアン             | 227          |
| 顕生代      | 中生代 | 三畳紀   | 後期三畳紀   | カーニアン             | 237          |
| 顕生代      | 中生代 | 三畳紀   | 中期三畳紀   | ラディニアン           | 242          |
| 顕生代      | 中生代 | 三畳紀   | 中期三畳紀   | アニシアン             | 247.2        |
| 顕生代      | 中生代 | 三畳紀   | 前期三畳紀   | オレネキアン           | 251.2        |
| 顕生代      | 中生代 | 三畳紀   | 前期三畳紀   | インドゥアン           | 251.902      |
| 顕生代      | 古生代 | 古生代   | 古生代       |                        | 541          |
| 原生代      | 原生代 | 原生代   | 原生代       |                        | 2500         |
| 太古代      | 太古代 | 太古代   | 太古代       |                        | 4000         |
| 冥王代      | 冥王代 | 冥王代   | 冥王代       |                        | 4600         |
| 1. 2. 3. 4. |        |          |              |                        |              |

後期ジュラ紀（こうきジュラき、英：Late Jurassic）は、1億6350万年（誤差100万年）前から約1億4500万年前にあたる中生代ジュラ紀を三分したうちの最後の地質時代。チトニアン、キンメリッジアン、オックスフォーディアンの3つの期に区分される。

## 地理

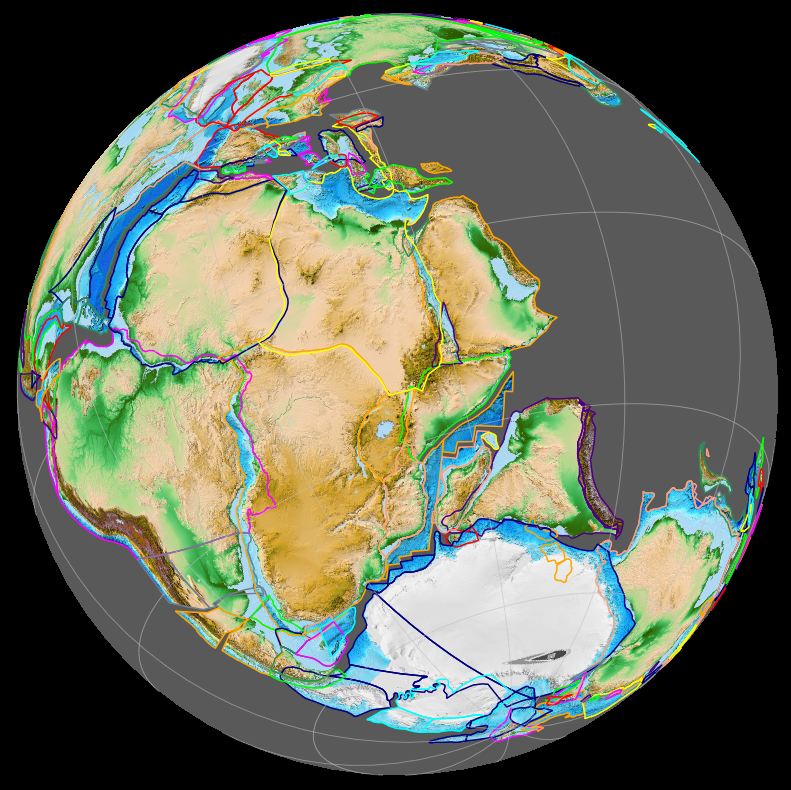
1億5000万年前（チトニアン期）の南半球

ゴンドワナ大陸はオックスフォーディアン期の時点でアフリカ - 南アメリカ地塊とオーストラリア - インド - 南極地塊に分裂を開始した。チトニアン期にもなると海進の影響もあってゴンドワナ大陸とローラシア大陸が分断され、またヨーロッパは島嶼と化した。加えてキンメリッジアン期からチトニアン期の前には後のイベリア半島と北アメリカ大陸が海で隔てられたため、当時のイベリア半島は両大陸から孤立していた。ただしいずれも完全に分断されていたわけではなく、短期的に陸橋が形成されることもあり、恐竜の移動を完全に断絶するほど大きな妨げにはならなかった。

## 環境
後期ジュラ紀は全球的に温暖湿潤であったが、当時のイベリアや北アメリカなどでは頻繁に乾燥気候と湿潤気候が交互にもたらされていた。二酸化炭素濃度は中期ジュラ紀から続けて徐々に上昇しており、完新世の地球よりも高い5 - 10%程度を占めていた。植生は三畳紀と大きく変わらず、湿潤地域では球果植物門が繁栄した。
主要な後期ジュラ紀の地層としてはポルトガルのロウリンニャ累層とアルコバサ累層（いずれもキンメリッジアン階 - チトン階）があり、多くの恐竜の種が産出している。いずれの層も気候はやや乾燥しており、湖沼をはじめとする水辺に植物が茂っていたと考えられている。北アメリカではモリソン累層が代表的な地層である。中期ジュラ紀まで広大であった北アメリカの内湾は陸化して湿潤な氾濫原を形成し、針葉樹や木生シダおよびイチョウやソテツが生育した。水辺から離れるにつれて後背地は乾燥し、植生はサバンナを経てシダ植物に覆われた地面へ変化した。現在の地球の植生との対比から、当時の北アメリカは亜熱帯気候または湿度の高い温帯気候であった。一方、新疆ウイグル自治区に位置する古ジュンガル盆地には河川や湖沼が点在し植物も繁茂していたが、気候は高温で乾燥していた。

## 動物相
恐竜の竜盤類のうち竜脚類は世界各地で放散・巨大化を遂げた。北アメリカとヨーロッパでは新竜脚類のカマラサウルス科とブラキオサウルス科（ともにマクロナリア）およびディプロドクス科（ディプロドクス上科）が生息した。ブラキオサウルス科は後のアフリカにも生息したほか、後の南アメリカを経由して北アメリカへ回帰したものもいた可能性がある。またディプロドクス上科のうちディクラエオサウルス科の生息域はアフリカと南アメリカに限られ、北半球のみに分布するディプロドクス科とは対照的に南半球を中心に分布していた。新竜脚類の中には急速に大型化し、体重50トン超という史上最大の陸上動物に進化したものも出現した。中華人民共和国を中心とする東アジアは当時孤立しており、新竜脚類に属さない独自に進化したマメンチサウルス科が生息した。
獣脚類の恐竜ではティラノサウルス上科が既に出現しており、オックスフォーディアン期では中国のグアンロン、チトニアン期ではポルトガルのアヴィアティラニスと北アメリカのストケソサウルスが確認されている。ただしこの時代のティラノサウルス上科は支配的な捕食動物ではなく、北アメリカにはトルヴォサウルス（メガロサウルス科）やアロサウルス（アロサウルス科）が、アジアにはヤンチュアノサウルス（メトリアカントサウルス科）などが生息していた。またこの頃までにアルヴァレスサウルス科が出現した。飛翔性の獣脚類としては鳥類と別に皮膜を持つスカンソリオプテリクス科が登場したが、鳥群との生存競争に敗れたためか、前期白亜紀を迎えることなく絶滅した。アンキオルニスやアーケオプテリクスといった鳥類に近い翼を持った恐竜が出現したのも後期ジュラ紀である。
鳥盤類の恐竜では剣竜類が多様化した一方、剣竜類と同じく装盾亜目に属する曲竜類も進化し始めていた。前肢にスパイクを持つ基盤的鳥脚類や、二足歩行の基盤的角竜類も出現した。